# Ernst Braun (Ingenieur)

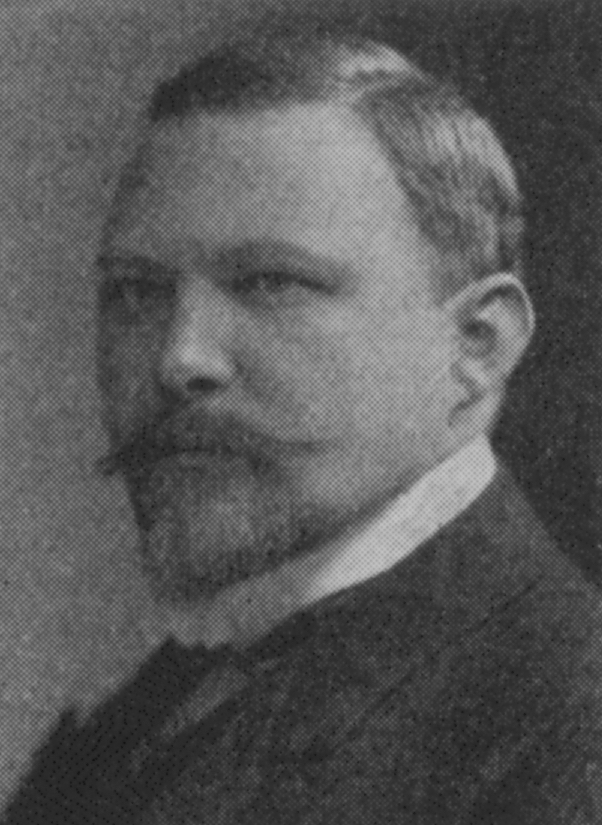
Ernst Braun (vor 1932)

Ernst Braun (* 21. Februar 1878 in Schönmünzach, Württemberg; † 27. April 1962 in Ulm) war ein deutscher Wasserbauingenieur und Hochschullehrer. 

## Leben
Ernst Braun studierte Maschinenbau an der Technischen Hochschule Stuttgart und wurde im Anschluss daran 1902 wissenschaftlicher Assistent an der Materialprüfanstalt dieser Hochschule. 1903 übernahm er vertretungsweise die Professur für Technische Mechanik. 1906 war er vorübergehend als Konstrukteur bei der Maschinenfabrik „Germania“ in Chemnitz tätig und wechselte noch im gleichen Jahr zur Escher Wyss AG in Zürich. 1909 wurde er an der Technischen Hochschule Stuttgart promoviert. 1910 wurde er Professor für Kraftmaschinen an der Technischen Hochschule Hannover. 1913 wurde er auf den Lehrstuhl für Maschinenbau an der Technischen Hochschule Darmstadt berufen. 1921 nahm er schließlich die Gelegenheit war, an die Technische Hochschule Stuttgart zurückzukehren und wurde dort Leiter des Lehrstuhls für Wasserkraftmaschinen und -anlagen. Im Wintersemester 1939/1940 hielt er in Vertretung auch an der Deutschen Technischen Hochschule Prag Vorlesungen. Seine Emeritierung erfolgte 1948. Braun leitete jedoch noch über ein Jahr lang seinen Lehrstuhl kommissarisch.
Als Hochschullehrer und Forscher befasste sich Ernst Braun intensiv mit der theoretischen Erfassung der Stau- und Senkkurven, der Spiegelbewegungen im Wasserschloss und des Druckstoßproblems. Besonders die Arbeiten über die rechnerische Erfassung des Druckstoßes brachten Braun in Fachkreisen allgemeine Anerkennung ein. Aufbauend auf die entsprechenden Arbeiten von Nikolai Jegorowitsch Schukowski und Lorenzo Allievi (1856–1941), entwickelte er entsprechende Berechnungsverfahren. Die Veröffentlichungen Brauns zeichnen sich durch Klarheit und Praxisnähe aus. Er war Mitglied im Verein Deutscher Ingenieure (VDI).